# 瓦韦尔·拉姆卡拉旺
瓦韦尔·拉姆卡拉旺（英語：Wavel Ramkalawan；1959年3月15日—），塞舌尔政治人物，现任塞舌尔总统。2020年在总统选举中击败寻求连任的总统丹尼·富尔，当选塞舌尔总统。